# Eww
Emacs Web Wowser（ewwのバクロニム）は、GNU Emacsテキストエディタ内の軽量ウェブブラウザである。ewwはHTMLの基本的なレンダリングしかできず、JavaScriptの実行やCSSの複雑な部分の処理はできない。基盤となるHTMLレンダリングライブラリも作成したLars Magne Ingebrigtsenによって開発された。